# Theresa Hannig

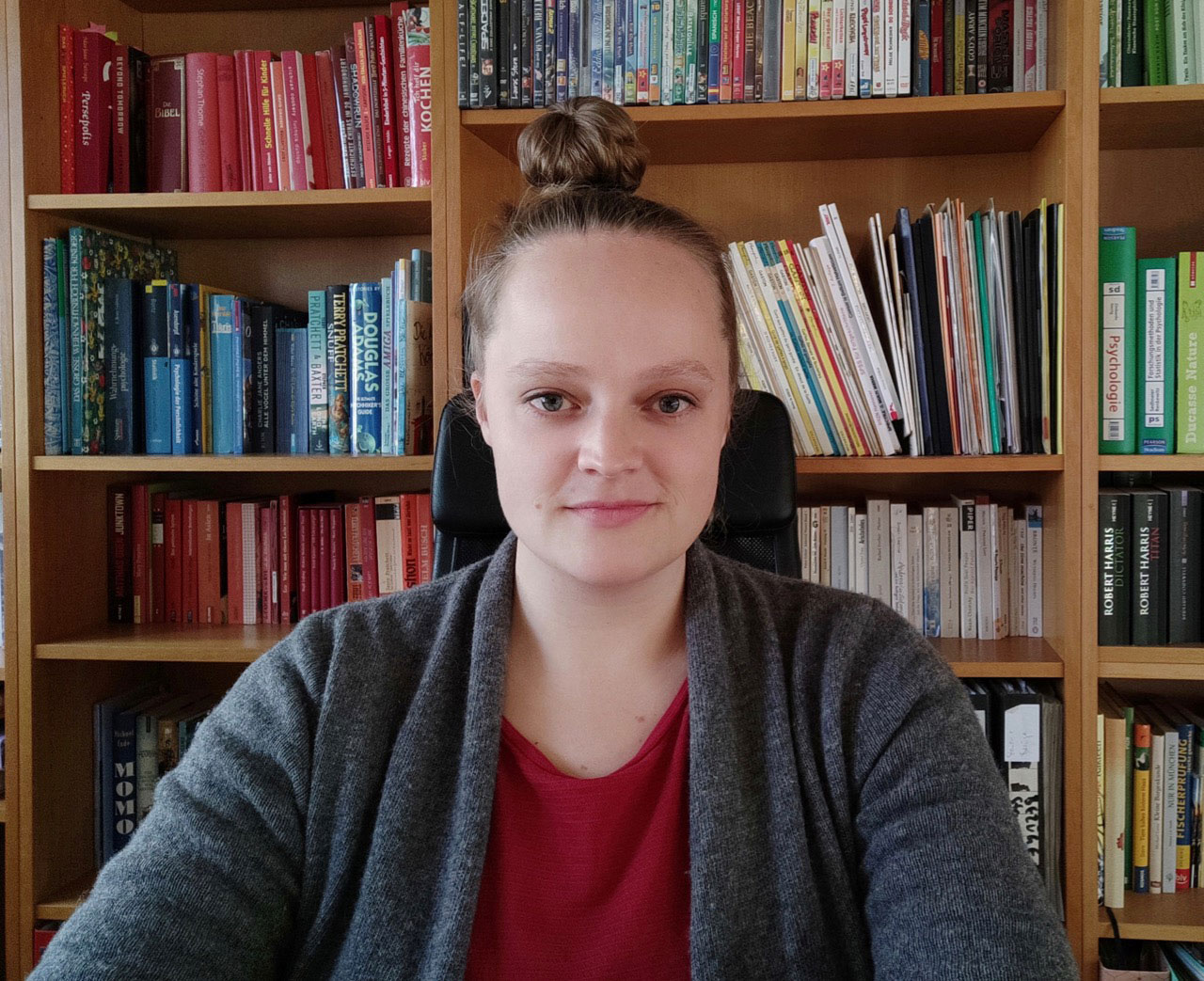
Theresa Hannig (2020)

Theresa Hannig (* 21. Juni 1984 in München) ist eine deutsche Schriftstellerin mit einem Schwerpunkt im Bereich der Science-Fiction-Literatur.

## Leben und Werk
Theresa Hannig wuchs in Kottgeisering und Fürstenfeldbruck auf. Nach dem Abitur studierte sie Politikwissenschaft (mit den Nebenfächern Philosophie und Volkswirtschaftslehre) an der Universität München. Sie arbeitete anschließend als Softwareentwicklerin, als SAP-Beraterin, im Projektmanagement von Solaranlagen und schließlich als Lichtdesignerin.
Im Jahr 2016 gewann sie mit ihrem unveröffentlichten Manuskript zum Science-Fiction-Roman Die Optimierer den Stefan-Lübbe-Preis. Hannig erhielt dadurch einen Verlagsvertrag mit Bastei Lübbe und gelangte so zu ihrer ersten Veröffentlichung, die 2018 mit dem Phantastik-Literaturpreis Seraph für das beste Debüt ausgezeichnet wurde. Hannig setzt sich darin mit politischen und ethischen Aspekten der Themenfelder Datenschutz, bedingungsloses Grundeinkommen und Automatisierung auseinander.
Im Juni 2019 erschien mit Die Unvollkommenen eine Fortsetzung von Die Optimierer, die fünf Jahre nach den im ersten Buch geschilderten Ereignissen ansetzt. Der Roman gelangte 2020 auf die offizielle Shortlist des Phantastik-Preises der Stadt Wetzlar. Mit König und Meister veröffentlichte Hannig im Februar 2021 einen Mystery-Thriller. Der Roman verknüpft die Themen Familie und Schuld mit übernatürlichen Handlungselementen.
Darüber hinaus hält Hannig Vorträge zu den Themenbereichen Science Fiction sowie Zukunft der Digitalisierung und der Arbeit. Sie ist Mitglied im Phantastik-Autoren-Netzwerk und engagierte sich zeitweise bei der Piratenpartei. Im Oktober 2021 übernahm Hannig im Stadtrat Fürstenfeldbruck das Amt als Referentin für Gleichstellung und Antidiskriminierung. Seit Dezember 2022 schreibt sie als Kolumnistin für die taz die monatliche Kolumne Über Morgen.
Theresa Hannig ist verheiratet und lebt mit ihrem Mann und zwei Kindern in Fürstenfeldbruck.

## Aktionen

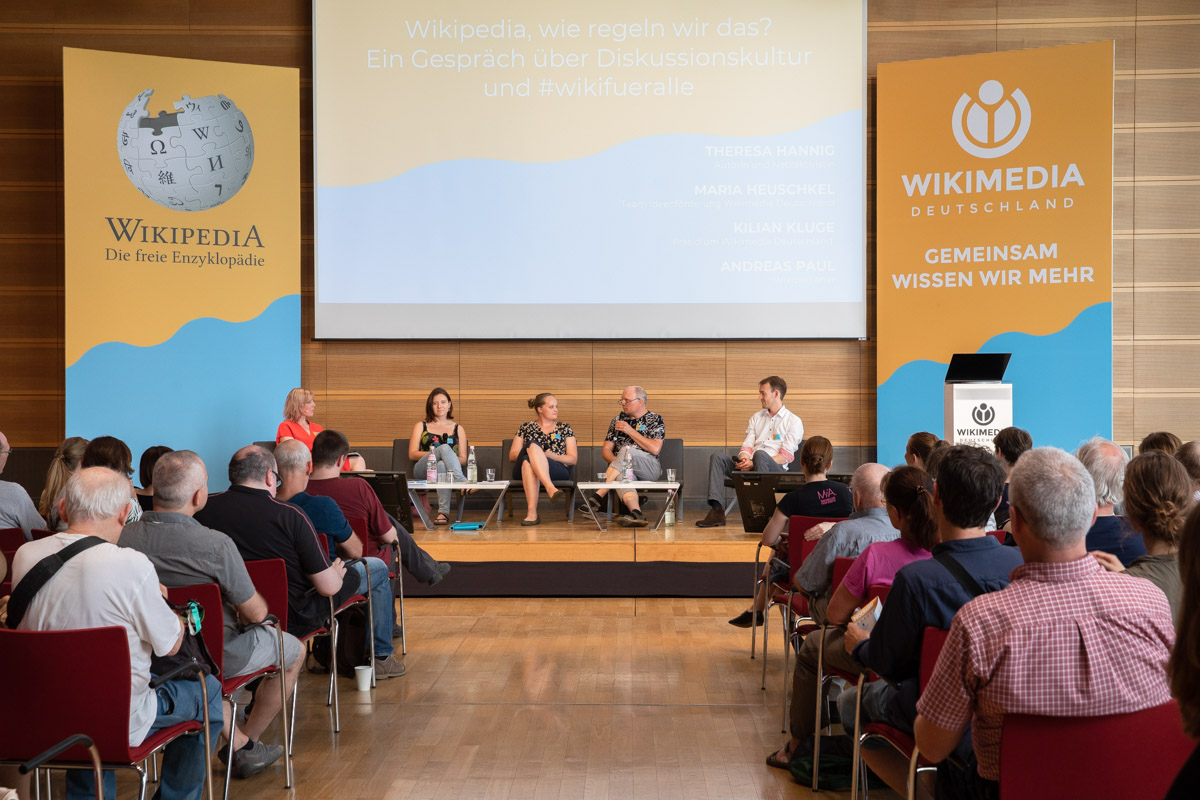
Theresa Hannig (Podium Mitte) bei der Podiumsdiskussion auf dem Tag des Freien Wissens von Wikimedia Deutschland, Juni 2019

Zusammen mit weiteren Unterstützenden startete sie am 2. April 2019 die Online-Petition unter dem Schlagwort #wikifueralle auf Change.org mit dem Ziel, mehr „Geschlechtergerechtigkeit“ in Wikipedia herzustellen, „Frauen und nicht-binäre Menschen“ sichtbarer zu machen und einen „internen Demokratisierungsprozess“ anzustoßen. Gegenüber Netzpolitik.org gab Hannig an, eines der in der Petition angesprochenen Probleme sei es, dass Artikel „standardmäßig im generischen Maskulinum, der männlichen Personalform“, verfasst seien. In einem 2019 publizierten Interview mit Jetzt.de sagte Hannig, sie sei keine Wikipedia-Autorin.
Im September 2020 engagierte Hannig sich für die Einhaltung der Corona-Verhaltensregeln in der Initiative Corona #Wellenbrecher.

## Preise
- 2016: Stefan-Lübbe-Preis für Die Optimierer
- 2018: Phantastik-Literaturpreis Seraph für Die Optimierer in der Kategorie Bestes Debüt
- 2023: Tassilo-Preis in der Kategorie Förderpreis[22]
- 2023: Phantastik-Literaturpreis Seraph für Pantopia in der Kategorie Bestes Buch[23]
- 2025: Phantastik-Literaturpreis Seraph für Parts per Million in der Kategorie Bestes Buch[24]
- 2025: Krefelder Preis für Fantastische Literatur für Parts per Million[25]

## Publikationen

### Romane
- Die Optimierer. Bastei Lübbe, Köln 2017, ISBN 978-3-404-20887-6.
- Die Unvollkommenen. Bastei Lübbe, Köln 2019, ISBN 978-3-404-20947-7.
- König und Meister. Edition Roter Drache, Meschede 2021, ISBN 978-3-96815-014-7.

- Pantopia. Fischer Tor, Frankfurt am Main 2022, ISBN 978-3-596-70640-2.
- Parts Per Million. Fischer Tor, Frankfurt am Main 2024, ISBN 978-3-596-70891-8.

### Beiträge in Anthologien und Zeitschriften
- BKA vs. King. In: Diana Kinne, Fabienne Siegmund, Isa Theobald (Hrsg.): Dunkle Ziffern. Edition Roter Drache, Meschede 2019, ISBN 978-3-946425-60-1, S. 156–166.
- EVI. In: miromente – Zeitschrift für Gut und Bös. Nr. 57, Oktober 2019, S. 3–8.
- Feminismus heute. In: Bettina Schulte (Hrsg.): Heute ist ein guter Tag, das Patriarchat abzuschaffen. Hirzel Verlag, 2024, Stuttgart ISBN 978-3-7776-3475-3, S. 19–42.
- Hand, Herz und Hose. In: Peter Seyferth, Falko Blumenthal (Hrsg.): Science Fiction und Labour Fiction. Zukunftsvorstellungen von Arbeit und Arbeitskämpfen (= Arbeit und Organisation). Transcript, Bielefeld 2025, ISBN 978-3-8376-7067-7.